# 藤原銀次郎
藤原 銀次郎（ふじわら ぎんじろう/ふじはら ぎんじろう、明治2年6月17日〈1869年7月25日〉 - 昭和35年〈1960年〉3月17日）は、日本の実業家、政治家。東京府平民。
戦前の三井財閥の中心人物の一人で、富岡製糸場支配人から王子製紙（初代）の社長を務め「製紙王」といわれた。その後貴族院議員に勅選された。米内内閣の商工大臣、東條内閣の国務大臣、小磯内閣の軍需大臣を歴任した。

## 経歴
明治2年6月17日（1869年7月25日）、信濃国水内郡平柴村に藤原茂兵衛の三男として生まれる。父茂兵衛は農業のかたわら、藍問屋を営み村一番の財産家といわれた。
16歳の時、藤原銀次郎は医者になることを条件に上京したが、医学の道には進まず慶應義塾に入った。
慶應義塾正科を卒業後、藤原銀次郎は福澤諭吉や、時事新報の幹部の伊藤欽亮、時事新報の新聞記者の柳荘太郎から新聞業界への就職を勧められた。
1894年（明治23年）2月、藤原銀次郎は島根県の松江市にある「松江日報」に入社して、新聞記者、主筆になった。その時の松江日報は経営不振に苦しみ、借金も膨らみ解散寸前となっていた。そんな危機的状況の松江日報をみて、藤原銀次郎は自ら社長になることを申し出た。そして、社長になった藤原銀次郎は会社経営の立て直しに着手し、1人で松江日報の社長・主筆・新聞記者の３つをやることになった（この時、藤原銀次郎は24歳）。また時事新報の記者の柳荘太郎が新聞経営の指南役として、藤原銀次郎を近くでサポートした。
松江日報の社長になった藤原銀次郎は、経営トップとして資金調達に奔走し、新聞用紙を調達したり、購読者を増やそうとして、なんとか松江日報の業績を改善させようとしたが、うまくいかなかった。結局、藤原銀次郎は、松江日報を辞めて帰京した。（その後、松江日報は1904年に廃刊になった。）
1895年（明治28年）、藤原銀次郎は同郷で慶應義塾の先輩に当たる鈴木梅四郎に勧められて三井銀行に入社した。その時、三井銀行の同期には後に蔵相となる池田成彬がいた。藤原銀次郎は大津支店を皮切りに、東京深川出張所長となり営業成績を上げた。
1897年（明治30年）、藤原銀次郎は三井が経営する富岡製糸場支配人となった。支配人としては、工員の賃金を出来高払い制にして工員間の不満解消に努めた。

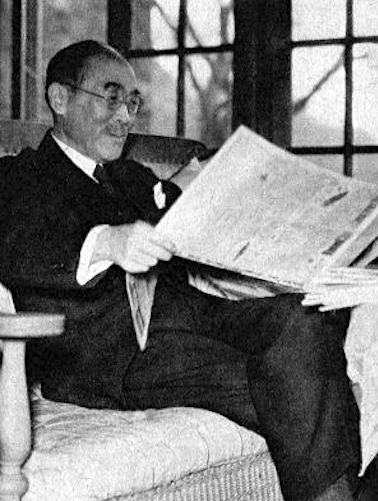
米内内閣で商工大臣のとき

1898年（明治31年）、王子製紙で経営陣の対立からストライキが起こると、藤原銀次郎は臨時支配人に就任した。そして、富士製紙から熟練工を引き抜きや古参社員の重視などでストライキを収めた。
1899年（明治32年）、藤原銀次郎は三井物産に移り同社の上海支店次長、同支店長、木材部長などを務めた。
1911年（明治44年）、藤原銀次郎は王子製紙専務に就任した。当時の王子製紙は経営不振で赤字続きであった。藤原は三井物産時代の部下であった高嶋菊次郎、足立正などを登用し、さらに社内の人材発掘に努めた。欧米の機械製造会社と特別契約を結び機械の購入の代替として王子製紙の海外研修生に対する見学・視察を認めさせた。また苫小牧の新工場建設を進めた。この時には三井銀行から資金を一切調達せず、紙問屋に対して王子の実情を訴え、手形の決済を早くすることで資金を得、苫小牧工場の増設と60%の増資を実現した。藤原は社員教育にも力を入れ、工場の火災予防を推進した。
1929年（昭和4年）2月19日、貴族院勅選議員に勅任される。
1933年（昭和8年）、藤原銀次郎は王子製紙・富士製紙・樺太工業の3社合併を実現させ、資本金1億5000万円、日本国内の市場占有率（シェア）8割以上を持つ巨大製紙企業を誕生させた。藤原はこの新生「王子製紙」の新社長に就任し、「製紙王」の異名を取るようになった。
1938年（昭和13年）、藤原銀次郎は高嶋菊次郎に王子製紙の社長職を譲り、自らは会長となった。また、同年、藤原銀次郎は私財800万円を投じて、人材育成を目指して横浜に「藤原工業大学」を設立した。開校式は藤原の70歳の誕生日にあたる1939年（昭和14年）6月17日だった。藤原工業大学の理事長は藤原銀次郎、大学の学長は慶應義塾大学の学長の小泉信三が就任した。
1944年（昭和19年）、藤原は大学の規模拡大を目指す小泉信三の申し入れを受けて、慶應義塾と藤原工業大学の合併が決定。藤原工業大学は慶應義塾大学工学部となった。
1940年（昭和15年）、米内光政内閣の商工大臣に就任する。
1941年（昭和16年）12月26日、商工省から産業設備営団総裁への就任発令。
1942年（昭和17年）、海軍軍政顧問、内閣顧問を経て、1943年（昭和18年）、東條英機内閣の国務大臣に就任する。
同年8月20日、昭和天皇に「日本ノ産業ト能率」と題した進講を行う。
1944年（昭和19年）、東條内閣が倒れ小磯國昭内閣が発足すると軍需大臣に転じる。

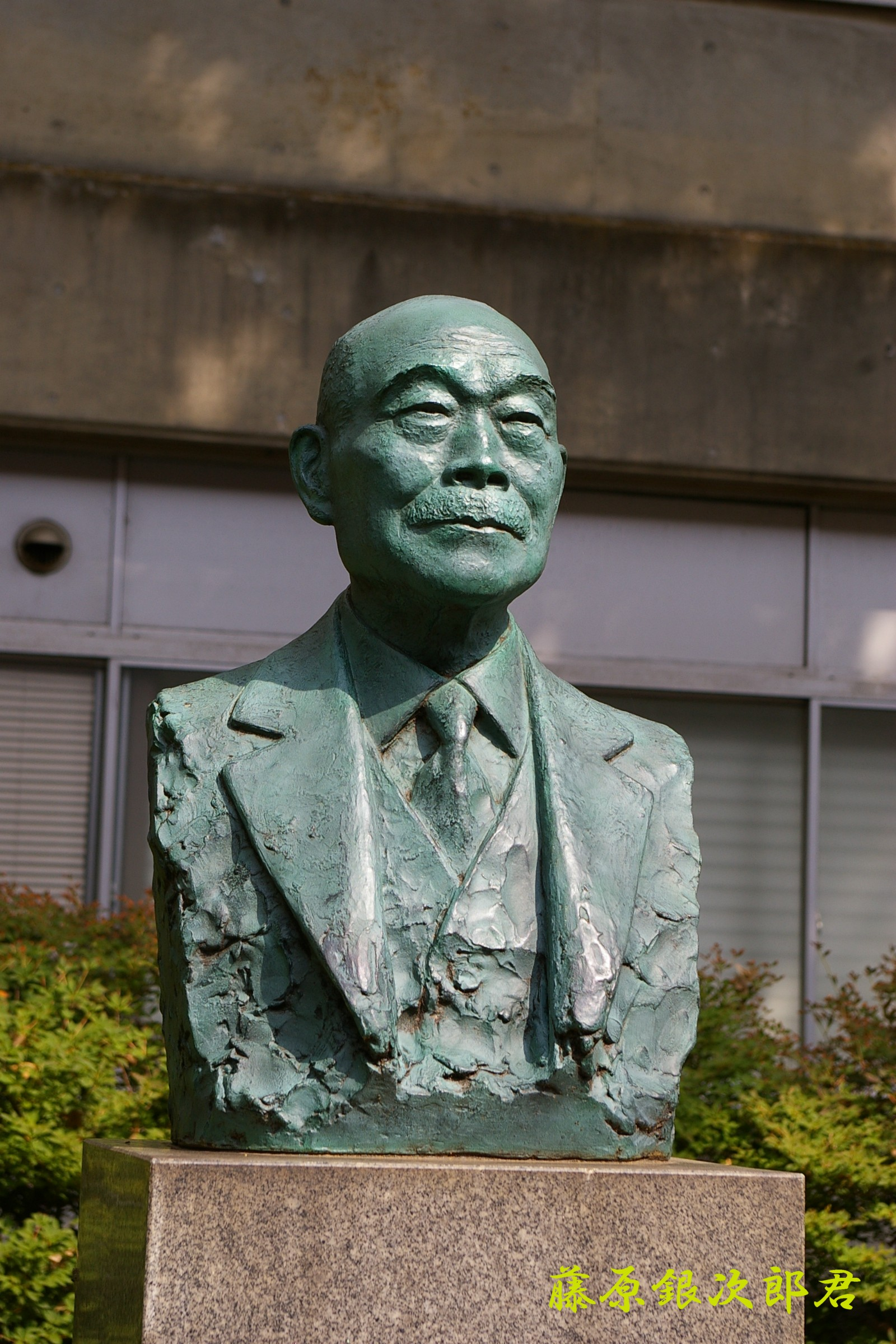
慶應義塾大学矢上キャンパスにある藤原の銅像

1945年（昭和20年）の終戦後、東條・小磯両内閣で閣僚を務めた経歴から米国戦略爆撃調査団が事情聴取を行ったほか、同年12月2日には、連合国軍最高司令官総司令部が逮捕命令を出した（第三次逮捕者59名中の1人）。
A級戦犯容疑で巣鴨拘置所に収監されるが、間もなく不起訴となり出所している。
その後、公職追放となり、1951年（昭和26年）に追放解除された後は戦争受刑者世話会理事長として、1956年（昭和31年）7月21日付で法務大臣牧野良三に宛てて巣鴨プリズン処刑台跡地（現：サンシャイン60脇の東池袋中央公園）の永久保存を請願した。
1959年（昭和34年）、藤原銀次郎は年齢90歳を記念として藤原科学財団を設立し、同財団に1億円を寄付し藤原賞を設けた
1960年（昭和35年）3月17日、脳軟化症にともなう合併症のため死去。90歳。叙正三位、叙勲一等旭日大綬章。墓所は東京都杉並区永福の築地本願寺和田堀廟所。

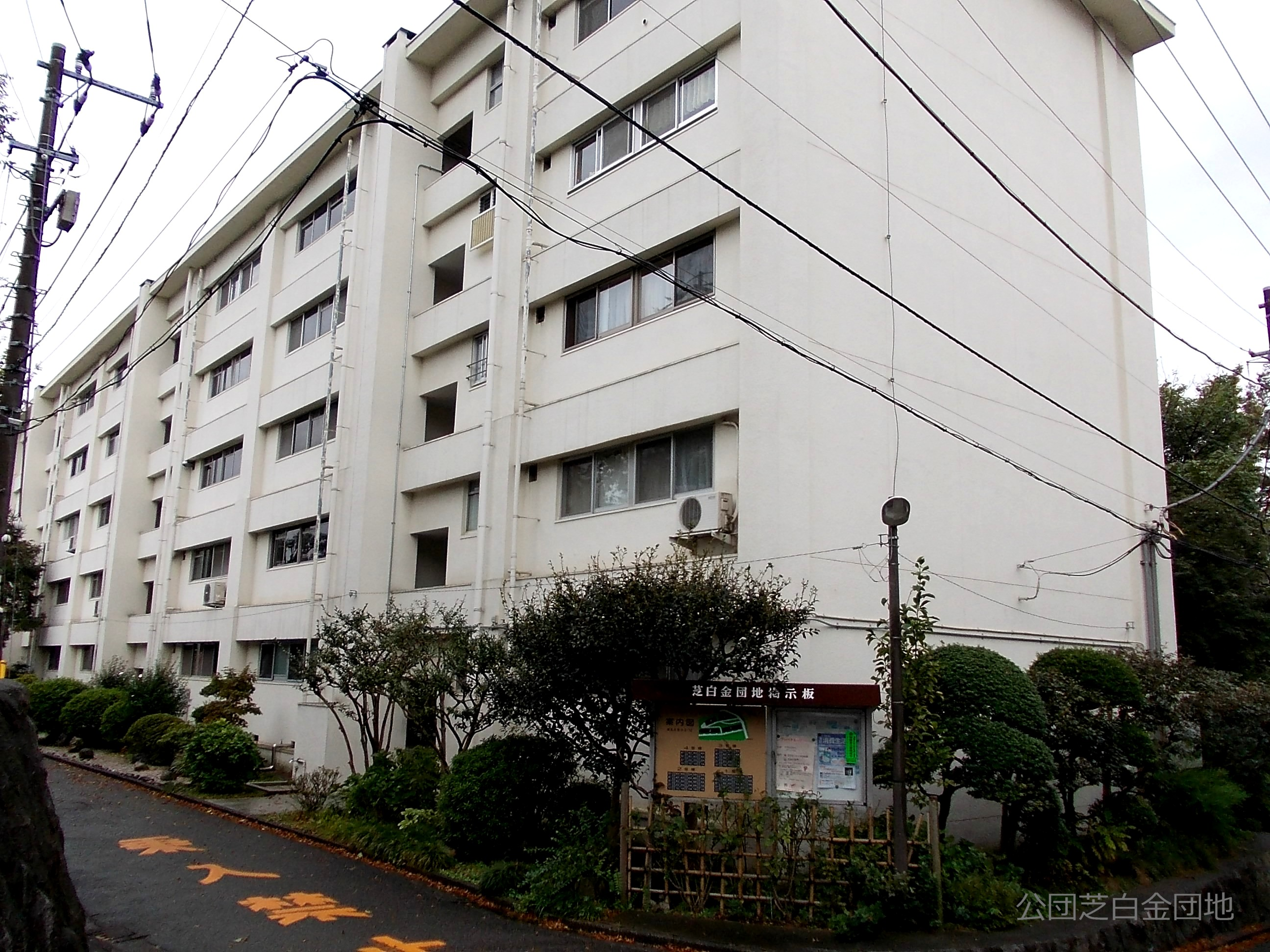
公団芝白金団地

藤原銀次郎は東京府芝区白金今里町（現、東京都港区白金台3丁目12−1）に広大な邸宅を構えていたが、逝去後まもなく住宅公団に一部分が売却され、跡地には1963年に公団芝白金団地が建設され、さらに残りの土地も売却され今日に至る。

## 社会貢献
戦前の財界には日本全国に篤志家がいたが、藤原はそのうちでも最も代表的な人物として今日でも大学の社会関連の講義や経営者団体などのセミナーなどで紹介されている。藤原工業大学や共立女子大学、地方の大学や官立高等工業学校にも多額の寄付を行っている。森林科学の知見をスウェーデンから学び、森林保護・植林活動の重要性も説いている。
その一方で、生活は極めて質素だったといわれている。

## 栄典
- 1928年（昭和3年）11月10日 - 勲三等瑞宝章[18]

## 家族・親族

### 藤原家
（信濃国水内郡平柴村（現在の長野市平柴）、東京市麻布区（現東京都港区））
- 父・茂兵衛
- 妻・ロク[3]（田村哲三叔母[3]）

明治7年（1874年）3月生 - 没

## 著作

### 図書
- 『闘争的組合と協調的組合』藤原銀次郎 述。NDLJP:1915454。
- 『共同卸賣組合に就て』藤原銀次郎、1922年。NDLJP:。 - 1922年（大正11年）9月21日、東京府商工奬勵館に於ける演説概要。
- 『欧米の製紙界』渡部道太郎、1922年12月15日。NDLJP:970393。
- 『労働問題帰趣』博文館、1923年。NDLJP:1902844。
- 『産業上から見た職業指導』藤原銀次郎、1926年1月17日。NDLJP:920559。
- 『勞働組合法案修正意見』藤原銀次郎 述、藤原銀次郎、1927年。
- Zui-ki-tei　the cottage of auspicious light. Ginjiro Fujihara. Ginjiro Fujihara. (1935). NDLJP:1901924
- 『工業日本精神』（訂18版）日本評論社、1935年。NDLJP:1233096。
- 『産業日本の進路』今日の問題社、1936年1月30日。NDLJP:1094283。
- 『事業学・人間学』今日の問題社、1937年。NDLJP:1219964。
  - 『事業学・人間学』（普及版）今日の問題社、1938年。NDLJP:1219963。
- 『［金融研究会］講演集』 第16編、金融研究会、1940年。NDLJP:1239140。
- 『実業人の気持』実業之日本社、1940年。NDLJP:1266600。
- 『忙閑三年』東洋経済新報社、1942年3月23日。NDLJP:1123320。
- 下田将美 編『藤原銀次郎回顧八十年』藤原銀次郎 述、大日本雄弁会講談社、1949年。NDLJP:1161195。
  - 下田将美『回顧八十年』藤原銀次郎 述、河出書房〈市民文庫 第105〉、1952年。NDLJP:2988230。
- 石山賢吉 記 編『思い出の人々』藤原銀次郎 述、ダイヤモンド社、1950年。NDLJP:1161914。
- 『私の経験と考へ方』高風館、1951年。
  - 『私の経験と考え方　人をつくる経営法』講談社〈講談社学術文庫〉、1984年7月。ISBN 4-06-158646-7。 - 付：藤原銀次郎氏関係主要文献一覧。
- 『苦楽断片　完成への道』藤原銀次郎 述、高風館、1952年。NDLJP:2935454。
- 『私の事業観人生観』四季社、1952年。NDLJP:2934744。
- 『私の処世観』要書房、1954年。NDLJP:2935494。
- 『福澤先生の言葉』実業之日本社、1955年。NDLJP:2935514。
  - 『福澤諭吉 人生の言葉』実業之日本社、2008年2月25日。ISBN 978-4-408-10730-1。 - 『福澤先生の言葉』（実業之日本社1955年刊）の改題。
  - 『福澤諭吉先生の言葉』しみじみ朗読文庫(企画) 響林社(制作発売)〈しみじみ朗読文庫〉、2012年。ISBN 978-4-906871-33-9。 - 内容：録音データ(MP3形式)、テキスト・データ(PDF形式)。付属資料：DVD-ROM 1枚。
- 『徳の人・智の人・勇の人』実業之日本社、1956年。NDLJP:2966339。
- 寺沢栄一『仕事のみち暮しのみち』藤原銀次郎 述、実業之日本社、1957年。NDLJP:2935592。
- 『私のお茶』講談社、1958年。NDLJP:2486467。
- 商工財務研究会 編『日本の森林』 第99輯、商工財務研究会〈アルプス・シリーズ〉、1958年5月。
- 『世渡り九十年』実業之日本社、1960年。NDLJP:2988272。

### 共著
- 国華倶楽部 編「歐米の禮節と我茶道」『国華倶楽部講話集』 第2輯、国華倶楽部、1923年、23-40頁。NDLJP:970403。
- 「労働組合法案に就て」『近藤記念海事財団講演』 第3輯、近藤記念海事財団、1926年4月30日、11-34頁。NDLJP:984089/11。
- 『労働組合法案管見』1926年。NDLJP:1908366。 - 合綴：「労働組合法制定に関する意見」（藤原銀次郎 述、昭和4、52p）、「外国立法例より観たる労働組合法制」（膳桂之助 述、昭和5、21p）。
- 日本評論社 編「紙」『社会経済体系』 第10、日本評論社、1927年。
- 日本評論社 編「製紙」『現代産業叢書』 第2巻 金融保険編、日本評論社、1929年。NDLJP:1716722。
- 『自由経済か統制経済か　経済主義二大動脈の暴露』藤原銀次郎・町田忠治 論争、大希荘、1935年。NDLJP:1033966。
- 北岡寿逸 共著『退職手当積立金法案要綱に関する意見　失業対策調査会小委員会席上における藤原氏の陳述について』社会思想対策調査会、1936年。NDLJP:1092665。 - 社会思想対策調査会調査。
- 横浜貿易協会 編「元亀天正時代の貿易史を顧みて」『貿易夏季大学講義集』 昭和16年度、横浜貿易協会、1942年8月15日、1-22頁。NDLJP:1142775/7。
- 『労資問題の将来』末弘厳太郎・藤原銀次郎 対談、大日本雄弁会講談社、1952年。NDLJP:3014746。 - 附：「国鉄の再建に就いて」（藤原銀次郎）。
- 藤原銀次郎 他『処世の技術50カ条』竜南書房〈生活技術叢書〉、1957年。NDLJP:2935593。
- 藤原銀次郎 等「トップは語る」『新ビジネスマン講座』 第4（エリートへの条件）、筑摩書房、1963年。NDLJP:3012889。
- 岡崎省吾、大沢康雄 編「日本の森林」『アルプス叢林』 第2巻、アルプス、1964年12月。
- 中川敬一郎、由井常彦 編集・解説 編「藤原銀次郎編」『財界人思想全集 経営哲学・経営理念 昭和編』 第2、ダイヤモンド社、1970年。
- 間宏 編・解説 編「藤原銀次郎編」『財界人思想全集 財界人の労働観』 第5、ダイヤモンド社、1970年。
- 金融経済研究所 編「中小工業の金融に就て」『金融研究会講演集』 3巻、藤原銀次郎 講述、東洋経済新報社〈金融経済研究所叢書 別冊〉、1973年。 - 複刻版。

### 編著
- 藤原銀次郎 編『力士雷電』藤原銀次郎、1938年12月。NDLJP:1906536。 - 内容：雷電為右衛門。

### 翻訳
- 『工業日本精神』陳博藩 漢訳、上海日報社、1937年。NDLJP:1219317。

## 関連文献
- 天草平八郎『現代六人男』森田書房、1936年。NDLJP:1091641。 - 内容細目：池田成彬・藤原銀次郎・大橋新太郎・矢野恒太・根津嘉一郎・各務鎌吉。